# Lista de presidentes dos Estados Unidos por hierarquia militar
Esta é uma lista dos Presidentes dos Estados Unidos por hierarquia militar. A Constituição dos Estados Unidos estabelece o Presidente como Comandante-em-chefe das Forças Armadas do país, porém, nem todos os ocupantes do cargo até hoje serviram no ramo militar antes de assumir o cargo. Dos quarenta e cinco indivíduos que ocuparam a Presidência estadunidense, somente treze não estiveram relacionados a carreira militar por diversas razões. Muitos presidentes estadunidenses faziam parte da reserva militar, ou seja o conjunto de tropas disponível para lutar ou ser convocado em caso de guerra ou urgente necessidade. As forças militares de reserva são organizações militares compostas por cidadãos de um país que combinam uma carreira militar com uma carreira civil. Elas não são normalmente mantidas "sob armas" e seu papel principal é estar disponível para lutar quando uma nação se mobiliza para guerra total ou para defender contra a invasão. Somente os presidentes Zachary Taylor, William Henry Harrison, Ulysses S. Grant, Dwight D. Eisenhower e George Washington foram militares de carreira (membros das tropas regulares).
A lista é ordenada por ramo das Forças Armadas e, então, por graduação militar. A lista apresenta também os conflitos que compõem a experiência em combate de cada presidente e detalhes sobre suas atividades militares. A segunda lista é reservada aos presidentes que não serviram às Forças Armadas, especificando detalhes sobre sua vida pública antes da presidência.

## Presidentes por serviço militar
| Graduação                      | Presidente                  | Conflito(s)                                                                           | Detalhes |
| Exército dos Estados Unidos    | Exército dos Estados Unidos | Exército dos Estados Unidos                                                           | Exército dos Estados Unidos |
| ------------------------------ | --------------------------- | ------------------------------------------------------------------------------------- | --- |
| General dos Exércitos          | George Washington           | Guerra Franco-Indígena Revolução Americana                                            | Serviu na Milícia da Virgínia de 1752 a 1758, alcançando a patente de coronel; serviu como comandante-em-chefe do Exército Continental de 1775 a 1783 durante a Guerra da Independência com a graduação combinada de "General e Comandante-em-Chefe". Washington foi Tenente-General do Exército dos Estados Unidos de sua posse presidencial até sua morte. Em 1976, como parte das comemorações do Bicentenário da Independência, Gerald Ford concedeu-lhe a patente honorária e exclusiva de "General dos Exércitos". |
| General de Exército            | Dwight David Eisenhower     | Segunda Guerra Mundial                                                                | Graduou-se em West Point e serviu de 1915 a 1952. Serviu na Primeira Guerra Mundial e foi Comandante Supremo das Forças Expedicionárias Aliadas durante a Segunda Guerra Mundial. |
| General                        | Ulysses Grant               | Guerra Mexicano-Americana Guerra Civil Americana                                      | Graduou-se em West Point. Foi o primeiro General-Tenente desde George Washington e alcançou a patente de General do Exército em 1866. |
| Major-General                  | Andrew Jackson              | Revolução Americana Guerra Indígena Guerra de 1812 Primeira Guerra Seminole           | Serviu aos 13 anos de idade como mensageiro de milícia durante a Guerra da Independência, sendo o único presidente já feito prisioneiro de guerra (já que Washington foi liberado logo em seguida à rendição na Guerra Franco-Indígena); Na idade adulta Jackson se tornou um advogado de fronteira. Atuou como juiz da Suprema Corte do Tennessee de 1798 até 1804. Em 1801, ele foi nomeado coronel da milícia do Tennessee e foi eleito seu comandante no ano seguinte. Serviu na Guerra de 1812, atingindo a patente de Major-General e tornou-se um herói militar com o sucesso da Batalha de Nova Orleães. |
| Major-General                  | William Henry Harrison      | Guerra Indígena do Noroeste Guerra de 1812                                            | Serviu de 1791 a 1798 e novamente de 1812 a 1814. Tornou-se um herói militar nacional após o sucesso na Batalha de Moraviantown. |
| Major-General                  | Zachary Taylor              | Guerra de 1812 Guerra de Black Hawk Segunda Guerra Seminole Guerra Mexicano-Americana | Tornou-se herói de guerra na Guerra Mexicano-Americana. |
| Major-General                  | Rutherford Birchard Hayes   | Guerra Civil Americana                                                                | Hayes, advogado em Ohio, tornou o solicitador da cidade de Cincinnati entre 1858 e 1861. Quando a Guerra Civil Americana começou, decidiu se juntar ao Exército da União como oficial. Ganhou uma reputação por bravura em combate, e foi promovido à patente de major-general. Comando bem-sucedido na Virgínia e Virgínia Ocidental; ferido na Batalha de South Mountain. |
| Major-General                  | James Abram Garfield        | Guerra Civil Americana                                                                | Antes de ingressar na carreira militar atuava como advogado e professor. Quando a Guerra Civil Americana começou, decidiu se juntar ao Exército da União como oficial. Seu feitos heroicos na Batalha de Chickamauga foram decisivos para sua vitória eleitoral. |
| Brigadeiro-General             | Franklin Pierce             | Guerra Mexicano-Americana                                                             | Pierce se formou em direito na Faculdade Bowdoin. Serviu na milícia de Nova Hampshire de 1831 a 1847, assim como todos os outros homens brancos de Nova Hampshire entre dezoito e 45 anos de idade durante seu tempo, e alcançou a patente de Coronel. Quando o Congresso acabou declarando guerra contra o México em maio de 1846, Pierce voluntariando-se para participar. Recebeu o comando do 9º Regimento de Infantaria durante a expansão do Exército para a Guerra Mexicano-Americana. Subsequentemente foi promovido a Brigadeiro-General. |
| Brigadeiro-General             | Andrew Johnson              | Guerra Civil Americana                                                                | Andrew Johnson tinha origem humilde e antes de ingressar na política era alfaiate, Johnson nunca participou de qualquer tipo de escola e ele próprio ensinou-se a ler e a escrever; sua esposa ensinou-lhe aritmética, a favor de melhorar a sua alfabetização. Johnson ingressou na política defendendo os "interesses dos homens comuns", como entregar terras aos agricultores sem terra. Durante a Guerra Civil serviu no 90º Regimento da Milícia do Tennessee e reprimiu vigorosamente os Confederados. |
| Brigadeiro-General             | Chester Alan Arthur         | Guerra Civil Americana                                                                | Antes da Guerra Civil atuou como professor e praticou advocacia em Nova Iorque. Serviu de 1857 a 1863. Juntou-se à milícia como Juiz da 2ª Brigada. Apontado General quartel-mestre do Governador e posteriormente, Inspetor Geral. |
| Brigadeiro-General             | Benjamin Harrison           | Guerra Civil Americana                                                                | Era formado em direito pela Universidade de Miami. Durante a Guerra Civil Americana, Harrison serviu como general de brigada no XXI Corpo do Exército da Cumberland. |
| Coronel                        | Thomas Jefferson            | Nenhuma                                                                               | Jefferson possuía algumas milícias e atuou principalmente no setor burocrático. |
| Coronel                        | James Madison               | Revolução Americana                                                                   | Desligou-se da milícia para dar entrada na vida pública. Algumas fontes indicam que Madison teria assumido o comando de artilharia durante a Guerra de 1812. Se comprovado, o futuro presidente teria unido-se a George Washington como comandante das tropas. |
| Coronel                        | James Monroe                | Revolução Americana                                                                   | Era formado em direito pela Universidade de Princeton. Serviu de 1776 a 1779. Acompanhou Washington na Travessia do Delaware; ferido em combate na Batalha de Trenton. Regressou a Virgínia para recrutar um regimento como Tenente-Coronel de milícia, mas nunca obteve sucesso. Comissionado como Coronel durante a Invasão Britânica da Virgínia em 1780, dirigiu o Exército Continental na atual Carolina do Norte. Apontado como Secretário da Guerra durante a Guerra de 1812, dirigiu as tropas estadunidenses durante a Batalha por Washington. |
| Coronel                        | James Knox Polk             | Nenhuma                                                                               | Era formado em direito pela Universidade da Carolina do Norte em Chapel Hill. Capitão de unidade de cavalaria a partir de 1821. Subsequentemente foi promovido a Coronel da Milícia do Teneesse pelo Governador William Carroll. |
| Coronel                        | Theodore Roosevelt          | Guerra Hispano-Americana                                                              | Comissionado como Segundo-Tenente do 8º Regimento da Guarda Nacional de Nova Iorque em 1882. Foi Comandante da companhia com patente de Capitão até dar baixa em 1886. Como coronel, sagrou-se um dos grandes estrategistas da Batalha de San Juan Hill, recebendo a Medalha de Honra. Como ex-presidente, desejou voltar ao campo de combate durante a Primeira Guerra Mundial, mas não recebeu autorização do então Presidente Wilson. |
| Coronel                        | Harry Truman                | Primeira Guerra Mundial                                                               | Durante a Primeira Guerra Mundial, ele serviu na França com a Guarda Nacional como oficial da artilharia. Depois da guerra, Truman foi dono de uma retrosaria antes de juntar-se ao Partido Democrata. Seu primeiro cargo público foi de oficial do condado, e em 1934 ele foi eleito Senador dos Estados Unidos. |
| Major                          | William McKinley            | Guerra Civil Americana                                                                | Serviu no Exército do Potomac, originalmente com a 23ª Infantaria do Ohio (assim como Rutherford B. Hayes). McKinley foi o último presidente a ter lutado na Guerra Civil, começando como um soldado no Exército da União e terminando como major. Após a guerra, ele estabeleceu-se em Canton, Ohio, trabalhando como advogado. Em 1876, ele foi eleito para o Congresso, iniciando carreira na política. |
| Major                          | Millard Fillmore            | Guerra Mexicano-Americana Guerra Civil Americana                                      | Era formado em direito. Sua carreira militar foi curta. Atuou também na Milícia de Nova York, durante a Guerra Mexicano-Americana, em 1846, e durante a Guerra de Secessão. |
| Capitão                        | John Tyler                  | Guerra de 1812                                                                        | Era formado em Direito pela Faculdade de Guilherme e Maria. Quando os Estados Unidos enfrentaram hostilidades com o Reino Unido na Guerra de 1812. Tyler, assim como a maioria dos norte-americanos da época, era anti-britânico e se engajou na luta contra os britânicos. Ele avidamente organizou uma companhia miliciana para defender Richmond depois de os britânicos terem em 1813 capturado a cidade de Hampton, assumindo o comando com a patente de capitão da Milícia da Virgínia. |
| Capitão                        | Abraham Lincoln             | Guerra de Black Hawk                                                                  | Lincoln foi autodidata, se tornando um advogado. Foi inicialmente elevado ao comando de uma companhia como Capitão, foi comissionado e descomissionado durante a Guerra de Black Hawk, declinando de Capitão a Soldado e finalizando seu serviço como espião neutro de Jacob Early. Também serviu na Batalha de Kellogg's Grove. |
| Capitão                        | Ronald Reagan               | Segunda Guerra Mundial                                                                | Serviu como Segundo-Tenente da Reserva; serviu no Esquadrão Aéreo do Exército durante a Segunda Guerra Mundial, alcançando a patente de Capitão. Por conta de sua deficiência visual foi impedido de permanecer em serviço. Era formado em economia e sociologia no Eureka College. Mudou-se para Hollywood, onde trabalhou como ator por quase três décadas. |
| Soldado                        | James Buchanan              | Guerra de 1812                                                                        | Alistou-se como voluntário e serviu na defesa de Baltimore. Seria o único presidente dos Estados Unidos com serviço militar e sem patente de oficial. |
| Marinha dos Estados Unidos     |                             |                                                                                       | |
| Comandante                     | Lyndon B. Johnson           | Segunda Guerra Mundial                                                                | Johnson se formou na SWTSTC (agora Universidade Estadual do Texas) e trabalhou como professor ensinando na Pearsall High School, em Pearsall no Texas, e depois assumindo uma posição como professor para a Sam Houston High School, em Houston. Johnson foi apontado como tenente-comandante para a reserva da Marinha dos Estados Unidos em 21 de junho de 1940. Enquanto servia como congressista, ele foi chamado para o serviço ativo três dias após o ataque japonês a base em Pearl Harbor em 7 de dezembro de 1941. Ele foi enviado para o Escritório do Chefe de Operações Navais em Washington, D.C. para instruções e treinamento.Foi galardoado com Estrela de Prata pelo General Douglas MacArthur por seu desempenho como guarda em missão com B-26. |
| Comandante                     | Richard Nixon               | Segunda Guerra Mundial                                                                | Nixon estudou no Colégio Whittier e depois na Universidade Duke, formando-se em 1937 em direito e retornando para a Califórnia a fim de exercer a advocacia. Depois disso Nixon serviu na reserva da Marinha dos Estados Unidos durante a Segunda Guerra Mundial. Serviu de 1942 a 1945 em diversas ilhas do Pacífico Sul e comandou unidades do Comando de Transporte Aéreo do Pacífico Sul. |
| Tenente Comandante             | Gerald Ford                 | Segunda Guerra Mundial                                                                | Ford frequentou a Universidade de Michigan e a Faculdade de Direito de Yale. Após o ataque a Pearl Harbor, ele se alistou na Reserva Naval dos EUA, servindo de 1942 a 1946 a bordo do USS Monterey, recebendo 10 estrelas de serviço. |
| Tenente                        | John Fitzgerald Kennedy     | Segunda Guerra Mundial                                                                | Pilotou um barco torpedeiro, recebendo um Coração Púpura e uma Medalha do Corpo de Fuzileiros Navais Americanos por sua "bravura e heroísmo" durante o Incidente PT-109.. Após a Segunda Guerra Mundial, Kennedy considerou a ideia de se tornar um jornalista. Nos anos antes da guerra não tinha pensado muito sobre política porque sua família tinha depositado as suas esperanças políticas em seu irmão mais velho, Joseph P. Kennedy Jr, no entanto, ele morreu em combate durante o conflito. Em 1946, o representante da Câmara dos Representantes, o democrata James Michael Curley abandonou o cargo para aspirar ser candidato a prefeito de Boston, dando a Kennedy uma chance de tentar concorrer a vaga deixada. Ele eventualmente venceria aquela eleição contra o seu adversário republicano por uma larga maioria, iniciando sua carreira na política. |
| Tenente                        | Jimmy Carter                | Segunda Guerra Mundial Guerra da Coreia                                               | Serviu de 1946 a 1953. Graduou-se em 59º lugar de 820 formandos da turma de Especialidade Nuclear de 1946 na Academia Naval dos Estados Unidos. Oriundo de uma tradicional família fazendeira sulista, após a morte de seu pai em 1953, Carter deixou sua carreira naval e voltou para a Geórgia para assumir as rédeas do negócio de cultivo de amendoim de sua família. |
| Tenente                        | George Herbert Walker Bush  | Segunda Guerra Mundial                                                                | Bush foi o segundo mais jovem piloto da Marinha dos Estados Unidos durante a Segunda Guerra Mundial, tendo alistado-se três dias antes de completar 19 anos de idade.. Serviu até o fim da guerra, ingressando, em seguida, na Universidade Yale. Graduando-se em 1948, mudou-se com sua família para o Texas, entrando para indústria do petróleo, e tornando-se milionário com cerca de 40 anos de idade. |
| Força Aérea dos Estados Unidos |                             |                                                                                       | |
| Primeiro Tenente               | George Walker Bush          | Nenhuma                                                                               | Bush foi piloto de caça F-102 em abril de 1972, completando 336 horas de voo, quando foi desabilitado por falhar nos testes de admissão ao exercício. Após seis anos de serviço, Bush foi dispensado. Após ser dispensado, trabalhou na indústria do petróleo. |

## Presidentes sem serviço militar
| Presidente            | Conflitos vividos |
| --------------------- | --- |
| John Adams            | Foi presidente do Conselho de Guerra do Congresso Continental (1776–1777), tornando-o o equivalente simultâneo do atual Secretário de Defesa e Presidente do Comitê de Serviços Armados do Senado. Adams nunca seguiu a carreira militar, sendo um civil. No entanto, ele participou ativamente de uma batalha naval contra o comerciante britânico, Martha, em 10 de março de 1778; enquanto em trânsito para a França a bordo da fragata de 24 pistolas Boston. O capitão do navio, Samuel Tucker, mais tarde relatou a história de que, durante o período da batalha, ele havia descoberto Adams "entre meus fuzileiros navais, achados como um deles e no ato de defesa". |
| John Quincy Adams     | Nenhum |
| Martin Van Buren      | Nenhum |
| Grover Cleveland      | Nenhum |
| William H. Taft       | Nenhum. Ele era Secretário da Guerra dos Estados Unidos durante o governo de Theodore Roosevelt, de 1904 a 1908. Taft também se juntou a uma unidade do Connecticut Home Guard (força de reserva militar) durante a Primeira Guerra Mundial.. |
| Woodrow Wilson        | Fora da presidência nenhum. Serviu como presidente durante a Primeira Guerra Mundial. |
| Warren G. Harding     | Nenhum |
| Calvin Coolidge       | Nenhum |
| Herbert Hoover        | Fora da presidência nenhum. Ele serviu em uma capacidade humanitária privada como um civil na Europa durante a Primeira Guerra Mundial. Ele também esteve envolvido no Cerco a Tientsin durante a Rebelião dos Boxers como guia para os fuzileiros navais dos EUA. |
| Franklin D. Roosevelt | Fora da presidência nenhum. Tentou juntar-se à Marinha durante a guerra hispano-americana, mas não conseguiu pois contraiu sarampo. Exerceu o cargo, como civil, de Secretário Assistente da Marinha de 1913 até a Primeira Guerra Mundial; Quando os EUA entraram na guerra em 1917, ele ofereceu demissão para poder solicitar uma comissão a Marinha, mas foi recusada pelo presidente Woodrow Wilson. Em uma publicação pós-Guerra Mundial, "Harvard in the War", ele é listado entre os colaboradores de Harvard para o esforço da Primeira Guerra Mundial. Serviu como presidente durante a Segunda Guerra Mundial.                                                     |
| Bill Clinton          | Fora da presidência nenhum. Ele serviu como presidente durante a Guerra do Kosovo. |
| Barack Obama          | Fora da presidência nenhum. Ele serviu como presidente durante a Guerra ao Terror e presidiu o país quando ocorreu a morte de Osama Bin Laden. |
| Donald Trump          | Nenhum |